# Ana María Campoy
Ana María Campoy (Bogotá, 26 de julio de 1925 - Buenos Aires, 8 de julio de 2006) fue actriz, cantante y comediante hispano-argentina nacida en Colombia. Nació en una familia de actores, dueños de una compañía teatral en España.

## Biografía
Nacida en Colombia de padres españoles, su padre fue Ernesto Campoy, su madre fue la actriz Anita Tormo y su hermana la también actriz Carmen Campoy. A los 4 años ya actuaba en la compañía teatral que sus padres tenían en España. Con 12 años, debutó en el cine español en Aurora de esperanza (1937), de Antonio Sau Olite. Allí filmó 17 películas, entre ellas: La madre guapa (1941), Tuvo la culpa Adán (1944), Ella, él y sus millones (1944), Tierra sedienta (1945), etc. También filmó en Portugal varios filmes, como Cais do Sodré y Es peligroso asomarse al exterior. En 1947 filmó en México Cinco rostros de mujer, que obtuvo tres premios y contó con la excelente actuación de Tita Merello. Ese mismo año conoce al actor José Cibrián, con quien se casa en Guatemala y un año después tienen en Cuba a su primer hijo: José Pepe Cibrián Campoy, que actualmente es director teatral y actor. En 1949 la familia viaja a Buenos Aires, donde se radican definitivamente.
A poco de instalarse en Argentina, fue protagonista de dos ciclos televisivos en 1951 junto a su marido: Teleteatro de suspenso y Néstor Villegas vigila, basados en el misterio. Ese mismo año, realiza cuatro trabajos, debutando en el cine argentino con el filme de terror El extraño caso del hombre y la bestia, de la productora Argentina Sono Film. Con guion de Sixto Pondal Ríos y Carlos A. Olivari, acompañó a Beba Bidart en Especialista en señoras, de Enrique Cahen Salaverry. En 1953 adquirió mucha popularidad con el programa Cómo te quiero, Ana, junto a José Cibrián, manteniéndose en el aire varias temporadas.
En cine fue dirigida por Luis Saslavsky en Placeres conyugales y por Luis García Berlanga en Las pirañas, calificados como sus mejores labores cinematográficas. En 1958 protagonizó el programa de TV Cómo te odio, Pepe, que tuvo un escaso éxito pero contó con muy buenas actuaciones. En 1960 secundó a Amelia Bence en Topaze, transmitido en color por Canal 9, y a mediados de esta década incursionó en ciclos exitosos como Alta Comedia y Show Rambler, que tuvieron altos picos de índice de audiencia. En 1967 compuso a Luisa Fuentes en Las pirañas y a Gloria en Juan que reía, con dirección de Carlos Galettini y la participación estelar de Federico Luppi. En 1977 formó parte del elenco de El humor de Niní Marshall, donde actuó junto a su esposo componiendo personajes cómicos. A su vez, comedias familiares como Ana y Pepe, con Pepita Serrador, o Teatro de Pacheco, con Osvaldo Pacheco, se volvieron muy exitosos.
Con 9 películas en su haber, tuvo una gran trayectoria televisiva, participando en ciclos como Chau, amor mío, donde interpretó a Amanda, Compromiso, con Marcos Zucker, El infiel, de Juan David Elicetche, La cuñada, con guiones de Alberto Migré, Amándote, por Canal 11, La extraña dama, transmitido por Canal 9 con la protagonización de Luisa Kuliok, Los Piedra Gómez, etc. Entre las más de 100 obras teatrales en las que participó se destacan La llave del desván, Las mariposas son libres, con Susana Giménez, Hasta el próximo verano, en el Teatro Astral, la comedia musical Las dulces niñas, La importancia de llamarse Wilde, su última obra en el Teatro del Globo, Buenas noches, Carina, Kiss Me, Kate, en el Teatro Avenida, y La puritana.
En 1990 su esposo sufre un derrame cerebral que le produjo otras complicaciones, por lo que Campoy debió cuidarlo durante muchos años y sus actuaciones fueron más breves. En el mismo año, con guiones de Juan Carlos Mesa, se la vio en el ciclo Stress, con duración de 60 minutos. Sus últimas actuaciones televisivas ocurrieron en Soy Gina, donde interpretó a Valeria Uboldi y también fue llevada a Italia, y en Dr. Amor (2003), con Arturo Puig. Sin embargo, continuó actuando en teatro hasta sus últimos días y, a su vez, dirigía una escuela de teatro, que mantuvo hasta un mes antes de su muerte.
Recibió un Martín Fierro a la trayectoria y otro por su programa de televisión La Campoy, el Premio Konex de Platino como Actriz de Comedia de la década (1981), el Konex Diploma al Mérito como Conductora (2001) y el Podestá por su carrera teatral. Además, publicó un libro titulado Recetas de amor, de Editorial Sudamericana.
Falleció poco antes de cumplir 81 años el 8 de julio de 2006 en la Clínica de La Trinidad de una neumonía. Fue velada de forma privada por sus familiares e inhumada en el Panteón de Actores del Cementerio de la Chacarita. En 2009 se inauguró una sala teatral con su nombre, donde nombraron como madrina de esta a Mirtha Legrand, de quien fue íntima amiga.

## Filmografía
| - Aurora de esperanza (1937) - La madre guapa (1941) - Un marido a precio fijo (1942) - Huella de luz (1943) - Paraíso sin Eva (1944) - Tuvo la culpa Adán (1944) - Doce lunas de miel (1944) - Ella, él y sus millones (1944) - El testamento del virrey (1944) | - Espronceda (1945) - Tierra sedienta (1945) - Cinco lobitos (1945) - Un hombre de negocios (1945) - Cais do Sodré (1946) - Es peligroso asomarse al exterior (1946) - Cinco rostros de mujer (1947) - El extraño caso del hombre y la bestia (1951) | - Especialista en señoras (1951) - Siete gritos en el mar (1954) - Cubitos de hielo (1956) - Las mujeres los prefieren tontos (1964) - Con el más puro amor (1966) - Las pirañas (1967) - Juan que reía (1976) - Las lobas (1986) - La extraña dama (1989) |